# Молодёжная сборная России по хоккею с мячом
Молодёжная сборная России по хоккею с мячом — представляет Россию на международных соревнованиях по хоккею с мячом среди игроков не старше 21 года (до 2014 года — не старше 23-х лет). Образована после 1992 года. Является правопреемницей молодёжных сборных СССР и СНГ.
Под флагом России впервые приняла участие в молодёжном чемпионате мира 2011 года в Обухово, где завоевала золотые медали.
В 2013 году на следующем молодёжном чемпионате мира, также в Обухово, защитила свой титул, разгромив в финале сборную Швеции — 11:2.
В 2016 году, когда молодёжные чемпионаты мира стали разыгрываться среди игроков не старше 21 года, в финальном матче уступила сверстникам из Швеции — 2:3, пропустив решающий гол на последних минутах матча.
Также выступала на Международном турнире на призы Правительства России 2010 года и заняла третье место.
Регулярно играет в международных товарищеских матчах и «Турнире выходного дня» с участием основных и молодёжных сборных России и Швеции, в 2013, 2014 годах выступала в Кубке России.
28 октября 2012 года в Кирове был впервые проведён «Кубок вызова», в котором действующая, на тот момент, молодёжная сборная России в единственном матче встречалась с командой, составленной из кандидатов в молодёжную сборную на будущий сезон («Россия—2012»). Со счётом 8:7 в блицтурнире победила «Россия—2012».